# Elia W. Peattie
Elia Wilkinson Peattie (Kalamazoo (Michigan), 15 januari 1862 - 12 juli 1935), dochter van Frederick Wilkinson en Amanda Cahill, was een Amerikaans auteur en journaliste. 

## Biografie
Peattie werd geboren in Kalamazoo maar verhuisde op jonge leeftijd met haar familie naar Chicago. Als veertienjarige verliet ze de schoolbanken; terwijl lezen haar grote passie bleef. In 1883 huwde ze met Robert Burns Peattie, een journalist uit Chicago.

## Loopbaan
Peattie begon korte verhalen te schrijven voor kranten en werd in 1886 verslaggeefster bij de Chicago Tribune, later bij de Chicago Daily News. In 1888 verhuisde het gezin naar Omaha; nadat Peattie en haar man een baan hadden aangenomen bij de Omaha Daily Herald. Toen Gilbert Hitchcock de Daily Herald kocht en samenvoegde tot de Omaha World-Herald werd ze hoofdredacteur van deze krant. Ze schreef meer dan 800 columns, redactionele artikelen en verhalen in de World-Herald, waarmee ze een stem gaf aan vrouwen in het grensgebied. Peattie beperkte haar artikelen niet tot maatschappelijke stukken maar was eveneens actief in het politieke discours. Ze was een voorstander van weeshuizen, liefdadigheidsziekenhuizen en pleitte voor de nood aan opvanghuizen, maar ze nam ook een harde houding aan en was uitgesproken tegen de doodstraf, lynchen en het bloedbad van Wounded Knee.
Ze schreef voor tijdschriften zoals Century, Lippincott's Magazine, Cosmopolitan Magazine, St. Nicholas, Wide Awake, The American Magazine, America, Harper's Weekly en San Francisco Argonaut. In deze verhalen bracht Peattie hoop en weigerde ze te buigen voor het modernisme in de literatuur en haar gedesillusioneerde kijk op het leven.
In 1888 kreeg ze opdracht van uitgevers in Chicago om de vroege geschiedenis van de Verenigde Staten te verhalen. In vier maanden tijd schreef ze het 700 pagina's tellende: The Story of America. Met haar verhaal The Judge won ze  in 1889 een prijs van 900 dollar van de Detroit Free Press. Deze roman verscheen daarna in boekvorm. In 1889 nam de Northern Pacific Railroad haar in dienst om Alaska te bezoeken en er verslag over uit te brengen. A Trip through Wonderland werd een populaire reisgids. With Scrip and Staff, uit 1891, vertelt een verhaal over de Kinderkruistocht. Iets na 1890 leerde Peattie schrijfster Kate McPhelim Cleary kennen, toen ze beiden in Nebraska woonden. De twee vrouwen raakten bevriend door hun gezamenlijke financiële, gezondheids- en familieproblemen.
Peattie keerde later terug naar Chicago en werd literatuurredacteur bij de Chicago Tribune. Tijdens haar verblijf in Illinois was ze enige tijd lid van de Eagle's Nest Art Colony in Ogle County. Een van haar zonen was de beroemde botanicus, natuuronderzoeker en schrijver Donald Culross Peattie.
Elia Wilkinson Peattie overleed op 12 juli 1935, op 73-jarige leeftijd.